# Marius Vos
Marius Vos (Brussel, 19 september 1883 – mei 1974) was een Nederlands-Belgisch kunstenaar en beeldhouwer. Hij was een zoon van de kunstschilder Josephus Hubertus Vos uit diens eerste huwelijk met Aline Watteau. Martius Vos was een neef van de beeldhouwer Charles Vos.
Vos was Nederlander van geboorte, maar heeft een groot deel van zijn leven in Amerika, Canada en Mexico gewoond. Zo verbleef hij in 1921 in New York.
Hij trouwde met de Française Aline Porge en in 1933 werd in Frankrijk hun zoon Hubert (Hugh) Daniel Vos geboren. Hugh ging later studeren aan Princeton en bleef in de Verenigde Staten wonen.
In 1952 liet Vos zich tot Belg naturaliseren.

## Werk

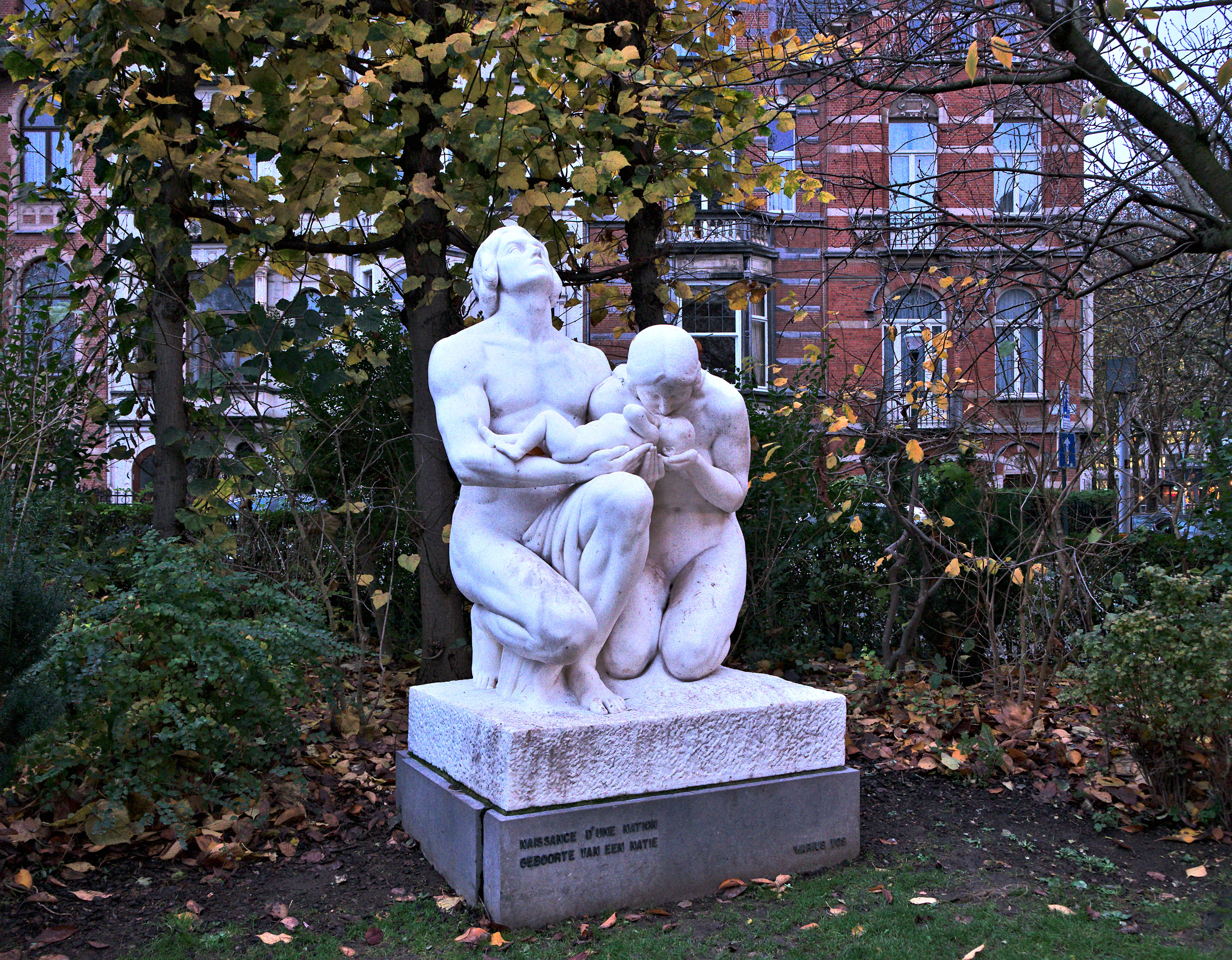
Geboorte van een Natie (1937)

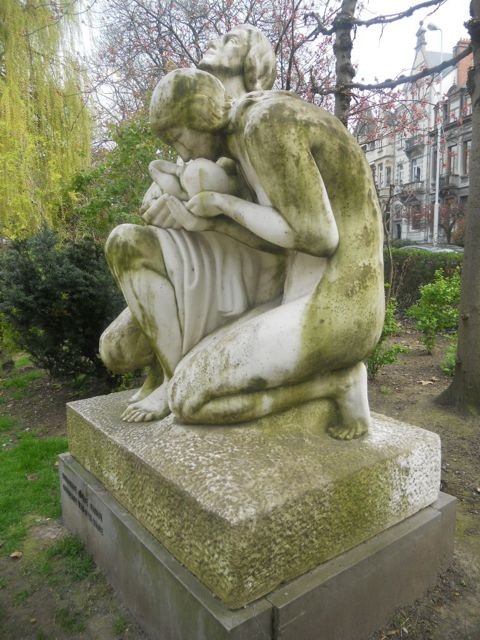
Geboorte van een Natie (1937)

Een bekend werk van Vos is Geboorte van een Natie in wit carraramarmer. Dit beeldhouwwerk werd gemaakt voor het Amerikaanse paviljoen op de wereldtentoonstelling van 1937 in Parijs. Vos won er een gouden medaille mee en de grote prijs van de stad Brussel. In 1968 schonk hij het beeld aan zijn geboortestad Brussel en kreeg het zijn huidige plek aan het Marie-Louiseplein.
Een ander bekend werk is Song of Love (Parijs, 1929) voor de Amerikaanse speculant Arthur Curtiss James (Newport, Rhode Island). Deze op zichzelf staande art-decowatervalfontein van 40.000 pond toont twee vrouwen en een man. De mannelijke figuur brengt de vrouwen een serenade bij een waterval. De fontein werd in 1935 verscheept naar het James Estate en werd in 1939 geëxposeerd op de Wereldtentoonstelling in New York.